# Katableps
Katableps Jocqué, Russell-Smith & Alderweireldt, 2011 è un genere di ragni appartenente alla famiglia Lycosidae.

## Distribuzione
Le 3 specie note di questo genere sono state reperite in Madagascar.

## Tassonomia
Le caratteristiche di questo genere sono state descritte dall'analisi degli esemplari tipo Katableps pudicus Jocqué, Russell-Smith & Alderweireldt, 2011.
Non sono stati esaminati esemplari di questo genere dal 2011.
Attualmente, a febbraio 2017, si compone di 3 specie:
1. Katableps masoala Jocqué, Russell-Smith & Alderweireldt, 2011 — Madagascar
2. Katableps perinet Jocqué, Russell-Smith & Alderweireldt, 2011 — Madagascar
3. Katableps pudicus Jocqué, Russell-Smith & Alderweireldt, 2011[2] — Madagascar